# Nerf glutéal supérieur

Le nerf glutéal supérieur anciennement nommé nerf fessier supérieur innerve 3 muscles : le muscle moyen glutéal, le muscle petit glutéal ainsi que le muscle tenseur du fascia lata. Nerf strictement moteur, il ne dispose pas de fibres nerveuses sensitives. Il constitue une branche collatérale du plexus sacré étant issu de 2 racines lombaires (L4 + L5) et d'une racine sacrée (S1) du plexus sacral ,.
En sortant du bassin, il passe au-dessus du muscle piriforme ce qui explique certains symptômes. Il se divise ensuite en deux branches supérieure et inférieure qui innervent les muscles moyen et petit glutéaux. Sa branche inférieure innerve également le muscle tenseur du fascia lata.

## Atteintes du nerf
Le nerf glutéal supérieur est rarement impliqué en pathologie. Il peut être l'objet de compression du fait d'une hypertrophie du muscle piriforme, responsable d'un foramen suprapiriforme étroit, lésion accessible à un traitement chirurgical,. 
De même, une compression du nerf peut être induite par un anévrisme de l'artère iliaque interne. Enfin il peut rarement être lésé lors de fracture iliaque ou de traumatisme local de la fesse ou au décours d'une chirurgie pour la pose d'une prothèse de hanche.